# Riomanzanas
Riomanzanas es una localidad española del municipio  de Figueruela de Arriba, en la provincia de Zamora, comunidad autónoma de Castilla y León.
Ubicado en la comarca de Aliste, dista escasos kilómetros de la sierra de la Culebra, del río Aliste, y de la frontera con Portugal. Es una de las localidades más bellas de la zona, con el arroyo del Fontano, que parte el casco urbano por la mitad.

## Historia

### El castro
El castro de Riomanzanas, según los expertos, puede tener una antigüedad aproximada de 2500 años. Tiene un perímetro de 335 m, y algo más de 0,5 ha de superficie. Su muralla es aún visible en algunos tramos, especialmente los de la zona norte, permitiéndonos concluir que en su día contó con un grosor aproximado de 2,5 m. Todavía es perceptible la existencia de un foso de unos 7 m de ancho, un terraplén, un campo de piedras hincadas, un segundo foso y, finalmente, una muralla de 3,5 m de altura. En la actualidad se encuentra poblado de jaras y urces, pero en su día pudo contar con una población cercana a los 100 personas, según informan algunos estudiosos de castros zamoranos, como Ángel Esparza.

### Época romana
El único vestigio que perdura es la parte superior de una lápida, conservada gracias a que se encuentra integrada en la fachada de una casa sita en la calle de Arriba.

### sigloXII
La primera referencia escrita conocida es del año 1186, consistiendo en una donación de Pedro Rodríguez de Sanabria, caballero del conde Ponce de Cabrera, y de su hijo al abad de San Martín de Castañeda, documento por el que ceden a este último todo cuanto poseen en Riomanzanas. En 1190, Alfonso IX de León entrega a Menendo Rodríguez cuanto posee en Santa María de Río de Manzanas (este nombre aparecerá en otros documentos) por los servicios prestados al rey.
Esta es una época en la que Aliste es militarmente disputada por los reinos de León y Portugal, motivo por lo que existió una notable indefinición fronteriza motivada por el continuo desplazamiento de los límites territoriales entre ambos reinos vecinos. En estas circunstancias, Alfonso IX concede a los Templarios la tierra de Alcañices. En lo eclesiástico, este territorio perteneció en esta época al arzobispado de Braga, pasando a principios del siglo XIII a la jurisdicción de Astorga, de acuerdo con la bula de Inocencio III.

### SigloXIII
En el año 1255, Alfonso X el Sabio confirma el privilegio de los Templarios sobre la tierra de Alcañices, concediéndoles el impuesto de "la martiniega" de las comarcas de Aliste y Alcañices, consistente en un tributo anual que se pagaba el día de San Martín, y que se devengaba en concepto de residencia por la posesión del suelo o de la casa y como reconocimiento del señorío.
En 1297, con el Tratado de Alcañices, se fijan las fronteras definitivas en esta zona, cediendo Dinis de Portugal, el entonces rey de Portugal, algunos lugares sobre los que decía tener derechos, recibiendo a su vez otros lugares hasta entonces integrados en el reino leonés como Olivenza, San Felices de los Gallegos o la zona de Riba-Coa.

### sigloXIV
En 1312 el papa Clemente V aprobó la supresión de la Orden del Temple con lo que esta tierra pasó a pertenecer de nuevo a la Corona, aunque por poco tiempo, ya que en 1371 el rey Enrique II concede a Gómez Pérez de Valderrábano el señorío de las tierras de Alcañices. Desde este momento los habitantes de estos lugares se convirtieron en vasallos del Señor de Alcañices, figurando entre ellos Riomanzanas.

### sigloXVI
En 1591 el rey Felipe II implanta un impuesto extraordinario, denominado "de los millones", que se debía de aplicar por igual a pecheros, hidalgos o eclesiásticos. Por este hecho, sabemos que "Río Maçanas" tenía 15 vecinos repartidos de la manera siguiente: 1 clérigo, 2 hidalgos y 12 percheros.

### sigloXVII
En 1607, de acuerdo con las memorias del Arzobispado de Santiago, "la iglesia de Santa María de Río de Mançanas tiene 30 feligreses y existen dos ermitas (1): una de la Cruz y otra de S. Bartolomé".
En 1641, según el historiador Cesáreo Fernández Duro se produce la insurrección de Portugal, lo que origina irrupciones en la frontera; robos de bienes y ganados y la captura de más de doscientos prisioneros. El pueblo de Riomanzanas resulta quemado.

### sigloXVIII
En 1752, según el Catastro de Ensenada, Riomanzanas tenía 25 vecinos, de entre los cuales había un herrero, un barbero, un administrador de fincas y un tejedor de lienzos. Existían 30 casas habitadas y seis molinos harineros. En cuanto a la ganadería, había 19 pares de labranza, compuestos por 32 bueyes y 6 vacas, 7 pollinos, 53 cerdos camperos, 291 ovejas, 145 corderos, 105 carneros, 138 cabras, 69 cabritos, 52 castrones y 206 colmenas. Así mismo, se específica que "el lugar de Riomanzanas está obligado a pagar un fuero perpetuo al Marqués de Alcañices de diez fanegas, dos celemines y cuartillo y medio de trigo y quince reales y seis maravedíes de vellón en dinero de cada año".
En 1786, según el censo de Floridablanca, Riomanzanas tenía 77 habitantes, repartidos entre 29 solteros, 46 casados y 2 viudos. Por oficios, se dividían en 1 cura, 1 teniente de cura, 2 estudiantes, 6 labradores, 14 jornaleros y un empleado del Rey que debía ser el Administrador de la Aduana.

### SiglosXIXyXX
En 1829, según el Diccionario geográfico y estadístico de España y Portugal de Sebastián Miñano, Riomanzanas tiene 39 vecinos, 176 habitantes, 1 parroquia, 1 pósito (2) y aduana. Produce trigo seruendo, exquisito lino, algún vino, miel, y mucha castaña, nueces y legumbres. Las calles del pueblo están cubiertas de emparrados".
Al crearse las actuales provincias en 1833, Riomanzanas quedó integrado en la provincia de Zamora, dentro de la Región Leonesa, integrándose en 1834 en el partido judicial de Alcañices, dependencia esta última que se prolongó hasta 1983, cuando fue suprimido el mismo e integrado en el partido judicial de Zamora.
Asimismo, en torno a 1850, el antiguo municipio de Riomanzanas se integró en el de Figueruela de Arriba.
Poco después, a mediados del siglo XIX, según el Diccionario geográfico-estadístico-histórico de España y sus posesiones de Ultramar de Pascual Madoz, "Riomanzanas tiene 34 casas, 29 vecinos, 115 almas. Las enfermedades más comunes son las tercianas (3). Produce lino, granos, alguna fruta y pastos; cría ganado y pesca barbos. Hay alguna colmena".
Respecto al marquesado de Alcañices, tras el Real Decreto de 6 de agosto de 1811 que supuso la desaparición de los señoríos jurisdiccionales españoles y la acreditación mediante título justificativo de los señoríos territoriales, supuso el inicio de pleitos entre pueblos y marqués, que en el caso de Riomanzanas llevó a la firma de un acuerdo, plasmado en una escritura de concordia que se firmó en 1845, mediante la cual, en el mes de septiembre de cada año, "el concejo y el pueblo de Riomanzanas ha de pagar por renta de foros 7 fanegas, 8 celemines, 2 cuartillas de centeno; por la de bodos o terreno de eras 14 fanegas, 3 celemines de la misma especie y por las demás rentas, 146 reales y 6 maravedíes". Esta situación continuaría hasta el año 1932, fecha en la que se aprueba la Ley de Reforma Agraria de la Segunda República en la que "quedaban abolidas, sin derecho a indemnización, todas las prestaciones en metálico o en especies provenientes de derechos señoriales, aunque estén ratificadas por concordia, laudo o sentencia".
Felipe Olmedo, en 1905, en su Guía Geográfica, Histórica y Estadística de la provincia de Zamora, nos refiere que "Riomanzanas es un lugar compuesto por 105 edificios y 224 habitantes. Grandes emparrados llenan el pueblo, que con los negrillos y castaños, además de las encinas, urces y jaras adornan de tal modo este pintoresco pueblo, que con razón se le ha llamado el jardín de Aliste. Su terreno perfectamente fertilizado da el más rico lino de España, y el trigo tremesino apreciado hasta en Portugal. Los naturales venden sus productos en la Puebla, Villardeciervos, Mombuey, Alcañices y Braganza. El constante trato con los pueblanos y portugueses hacen de ellos un tipo distinto a los demás del país de Aliste. Es punto habilitado para exportar frutos y efectos del país, libres de derechos, con documentación de la Aduana de Alcañices. Tiene puesto de carabineros.

## Demografía
| Gráfica de evolución demográfica de Riomanzanas entre 2000 y 2017 |
|                                                                   |

## Patrimonio
De su iglesia destaca una esbelta espadaña, adornada con pilastras y flameros en las esquinas.